# ليبيا الرياضية
قناة ليبيا الرياضية هي قناة فضائية رياضية ليبية، تركز بشكل كبير على إبراز الرياضة المحلية.

## باقة من القنوات
جرى افتتاح قناة ليبيا الرياضية مباشر بنفس الشعار الذي يحمل اللون الأزرق وقناة أخرى باللون الأخضر تبث على التردد الأرضي.

## توقف
بعد أزمة مالية وتدهور الوضع الأمني في ليبيا تم إيقاف بث القناة إلى أجل غير مسمى عام 2014 إلى الآن.

## وصلات خارجية
موقع القناة